# Bohuslav Balbín
Bohuslav Balbín z Vorličné (Hradec Králové, 1621. december 3. – Prága, 1688. november 28.) cseh történetíró, jezsuita szerzetes. A neve előfordul Balbinus alakban is.

## Pályafutása
Tanulmányait 1631-ben kezdte a broumovi gimnáziumban, egy év múlva Jičínben, majd Prágában és az olomouci jezsuita konviktusban folytatta. 1639-1642 között a prágai egyetemen filozófiát hallgatott. 1650-ben pappá szentelték és 1662-ig a Jezsuita rend iskoláiban tanított. Epitome rerum Bohemiae című műve miatt 1670-ben üldöztetésben volt része és Klatovi városába száműzték, ahol megírta művét a cseh nyelv védelméről. Ez csak 1775-ben jelent meg (Dissertatio apologetica pro lingua Slavonica, praecipue Bohemica). Korábbi műveit a cenzúra is jóváhagyta. Visszaköltözhetett Prágába, ahol 1671-ben kiadta Epitome rerum Bohemiae című könyvét. 1683-ban szélütés érte, majd 1688-ban meghalt.
Legérdekesebb és legnagyobb műve a Miscellanea historica regni Bohemiae, mely 1679-től kezdett megjelenni. Ez 9 "tizedre", azaz 10 könyvre oszlott, egyenként két résszel. Élete folyamán csak nyolc kötet jelent meg, így pl. a második tizedből két könyv, melyek a cseh nemesség genealógiájával foglalkoznak. Ez utóbbi munkája révén Balbínt a csehek nemzeti újjáébredése előharcosának tartják. Művei számos értékes történeti, heraldikai, genealógiai stb. adatot tartalmaznak. Példáját a genealógiai és heraldikai források egyéb cseh gyűjtői is követték.

## Munkái
- Epitome historica rerum Bohemicarum (2 kötet, Prága, 1673-77)
- Miscellanea historica Bohemiae (8 kötet, Préga, 1679-88)
- Dissertatio apologetica pro lingua Slavonica praecipue Bohemica (Prága, 1775)
- Bohemia docta (Prága, 1776)